# Zaccaria Delfino
Zaccaria Delfino (ur. 29 marca 1527 w Wenecji, zm. 19 grudnia 1583) – włoski kardynał.

## Życiorys
Urodził się 29 marca 1527 roku w Wenecji. Studiował filozofię na Uniwersytecie Padewskim, a następnie został protonotariuszem apostolskim. W 1550 roku przyjął święcenia kapłańskie, a 5 maja 1553 roku został wybrany biskupem Hvaru. W latach 1554–1555 był nuncjuszem apostolskim w Królestwie Niemieckim, a także legatem a latere na sejm Rzeszy w Wormacji. Pełnił także funkcję nuncjusza przy Ferdynandzie I (1561–1565). 12 marca 1565 roku został kreowany kardynałem prezbiterem i otrzymał kościół tytularny Santa Maria in Aquiro. W 1574 roku zrezygnował z zarządzania diecezją, a w okresie 1582–1583 był kamerlingiem Kolegium Kardynałów. Zmarł 19 grudnia 1583 roku.